# Gornja Nugla
Gornja Nugla is een plaats in de gemeente Buzet in de Kroatische provincie Istrië. De plaats telt 79 inwoners (2001).